# BEST VIDEO 1
『BEST VIDEO 1』（ベスト・ビデオ・ワン）は木村カエラのビデオ・クリップ集。2008年7月23日発売された。

## 概要
- 自身初のビデオ・クリップ集で、これまでに発表されたシングル全11曲に加え、アルバム曲・カップリング曲のミュージック・ビデオも収録。また、同年5月9日より行った全国ツアー「LIVE TOUR 2008 +1」で流れたレア映像も収められている。

## 収録曲
1. Level 42
2. happiness!!!
3. リルラ リルハ
4. BEAT
5. You
6. Circle
7. Magic Music
8. TREE CLIMBERS
9. Snowdome
10. L.drunk
11. Samantha
12. Honey B〜みつばちダンス
13. Yellow
14. Jasper
15. STARs
16. +1 TOURS Jasper